# Augusto Fernández (motociclista)
Augusto Fernández Guerra (Madrid, 23 settembre 1997) è un pilota motociclistico spagnolo vincitore della European Junior Cup nel 2014 e campione del mondo Moto2 nel 2022.

## Carriera

### Gli inizi
Esordisce nella  European Junior Cup nel 2011, in questa categoria vince il titolo nel 2014 con una Honda CBR500R del team WIL Sport. Nel 2015 giunge quarto nel campionato europeo Superstock 600 correndo con una Honda CBR 600RR, vince l'ultima gara di questa categoria a Magny-Cours diventando così il primo spagnolo a vincere una gara di questo specifico campionato. Sempre nel 2015 prende parte alla prova di Imola nella classe Supersport del campionato Italiano Velocità conquistando un terzo posto in gara2. Nel 2016 giunge quinto nella classe Moto2 del campionato spagnolo.

### Moto2
Nel 2017 corre nella classe Moto2 del motomondiale a partire dal Gran Premio d'Italia in sostituzione di Axel Bassani sulla Speed Up; il compagno di squadra è Simone Corsi. In occasione del Gran Premio della Malesia ottiene suoi primi punti nel motomondiale giungendo dodicesimo alle spalle del compagno di squadra. Conclude la stagione al 31º posto con 6 punti. In questa stessa stagione aveva disputato la gara inaugurale del CEV Moto2 concludendola al terzo posto. Nel 2018, dopo aver iniziato la stagione nel campionato Spagnolo Velocità, classe Moto2, a partire dal Gran Premio di Catalogna sostituisce Héctor Barberá in sella ad una Kalex del team Pons HP40 nel motomondiale. Ottiene come miglior risultato un quarto posto in Australia e termina la stagione al 18º posto con 45 punti.
Nel 2019 rimane nello stesso team, con compagno di squadra Lorenzo Baldassarri. Ottiene la sua prima vittoria nel motomondiale in occasione del GP d'Olanda, altre due vittorie (Gran Bretagna e San Marino, due terzi posti Spagna e Francia) e una pole position in Catalogna e chiude la stagione al 5º posto con 207 punti. In questa stagione è costretto a saltare i Gran Premi d'Argentina e Americhe a causa della frattura di radio e ulna sinistri durante le prove libere del GP d'Argentina.
Nel 2020 corre con una Kalex Moto2 del team Marc VDS Racing, il compagno di squadra è Sam Lowes. Ottiene come miglior risultato un quarto posto in Francia e termina la stagione al 13º posto con 71 punti. In questa stagione è costretto a saltare il Gran Premio d'Europa a causa di una frattura al piede sinistro rimediata nelle prove libere del GP. Nel 2021 rimane nello stesso team. Ottiene due secondi posti (Emilia Romagna e Comunità Valenciana) e quattro terzi posti (Olanda, Stiria, Austria e Aragona) e chiude la stagione al quinto posto con 174 punti.
Nel 2022 passa nel team Red Bull KTM Ajo; il compagno di squadra è Pedro Acosta. Si aggiudica il titolo mondiale della classe Moto2 all'ultima gara a Valencia, sopravanzando in campionato Ai Ogura.

### MotoGP
Nel 2023 passa alla classe regina del motomondiale, la MotoGP, con il team GasGas Factory Racing Tech3 insieme a Pol Espargaró, che viene sostituito nella prima parte di stagione da Jonas Folger. In occasione del Gran Premio di Francia, concluso al quarto posto, ottiene il miglior risultato stagionale in gara. Al termine del campionato vince la classifica dei Rookie essendo l'unico esordiente a prendervi parte. Nel 2024 prosegue con Tech3, il compagno di squadra è Pedro Acosta. Con quasi trenta punti si classifica ventesimo in campionato.

## Risultati nel motomondiale
| 2017 | Classe | Moto     |  |  |  |  |  |    |    |    |    |    |    |    |     |    |    |    |    |    |  |  |  |  | Punti | Pos. |
| ---- | ------ | -------- |  |  |  |  |  | -- | -- | -- | -- | -- | -- | -- | --- | -- | -- | -- | -- | -- |  |  |  |  | ----- | ---- |
| 2017 | Moto2  | Speed Up |  |  |  |  |  | 25 | 21 | 19 | SQ | 27 | 16 | 26 | Rit | 22 | 16 | 17 | 12 | 14 |  |  |  |  | 6     | 31º  |

| 2018 | Classe | Moto  |  |  |  |  |  |  |    |    |    |    |     |    |     |    |     |   |   |     |   |  |  |  | Punti | Pos. |
| ---- | ------ | ----- |  |  |  |  |  |  | -- | -- | -- | -- | --- | -- | --- | -- | --- | - | - | --- | - |  |  |  | ----- | ---- |
| 2018 | Moto2  | Kalex |  |  |  |  |  |  | 14 | 12 | 15 | 12 | Rit | AN | Rit | 13 | Rit | 6 | 4 | Rit | 8 |  |  |  | 45    | 18º  |

| 2019 | Classe | Moto  |   |    |     |   |   |   |   |   |   |   |   |   |   |    |   |   |    |    |   |  |  |  | Punti | Pos. |
| ---- | ------ | ----- | - | -- | --- | - | - | - | - | - | - | - | - | - | - | -- | - | - | -- | -- | - |  |  |  | ----- | ---- |
| 2019 | Moto2  | Kalex | 5 | NP | Inf | 3 | 3 | 5 | 4 | 1 | 6 | 8 | 5 | 1 | 1 | 22 | 4 | 8 | 19 | 11 | 6 |  |  |  | 207   | 5º   |

| 2020 | Classe | Moto  |     |    |    |   |   |     |   |    |     |   |    |   |    |    |   |  |  |  |  |  |  |  | Punti | Pos. |
| ---- | ------ | ----- | --- | -- | -- | - | - | --- | - | -- | --- | - | -- | - | -- | -- | - |  |  |  |  |  |  |  | ----- | ---- |
| 2020 | Moto2  | Kalex | Rit | 13 | 13 | 5 | 8 | Rit | 5 | 18 | Rit | 4 | 11 | 8 | NP | 15 | 8 |  |  |  |  |  |  |  | 71    | 13º  |

| 2021 | Classe | Moto  |    |   |   |     |     |     |   |     |   |   |   |   |   |   |   |   |   |   |  |  |  |  | Punti | Pos. |
| ---- | ------ | ----- | -- | - | - | --- | --- | --- | - | --- | - | - | - | - | - | - | - | - | - | - |  |  |  |  | ----- | ---- |
| 2021 | Moto2  | Kalex | 14 | 6 | 5 | Rit | Rit | Rit | 5 | Rit | 3 | 3 | 3 | 6 | 3 | 6 | 4 | 2 | 9 | 3 |  |  |  |  | 174   | 5º   |

| 2022 | Classe | Moto  |   |   |     |   |     |   |   |   |   |   |   |   |   |   |   |   |   |     |   |   |  |  | Punti | Pos. |
| ---- | ------ | ----- | - | - | --- | - | --- | - | - | - | - | - | - | - | - | - | - | - | - | --- | - | - |  |  | ----- | ---- |
| 2022 | Moto2  | Kalex | 4 | 5 | Rit | 9 | Rit | 4 | 1 | 5 | 3 | 1 | 1 | 1 | 5 | 3 | 3 | 2 | 7 | Rit | 4 | 2 |  |  | 271,5 | 1º   |

| 2023 | Classe | Moto |    |    |    |    |   |    |    |    |     |    |   |    |     |   |     |     |    |    |     |     |  |  | Punti | Pos. |
| ---- | ------ | ---- | -- | -- | -- | -- | - | -- | -- | -- | --- | -- | - | -- | --- | - | --- | --- | -- | -- | --- | --- |  |  | ----- | ---- |
| 2023 | MotoGP | KTM  | 13 | 11 | 10 | 13 | 4 | 15 | 11 | 10 | 118 | 14 | 9 | 16 | Rit | 7 | Rit | Rit | 17 | 14 | 159 | Rit |  |  | 71    | 17º  |

| 2024 | Classe | Moto |    |    |    |      |    |     |     |    |    |    |    |    |     |    |     |     |     |     |    |    |  |  | Punti | Pos. |
| ---- | ------ | ---- | -- | -- | -- | ---- | -- | --- | --- | -- | -- | -- | -- | -- | --- | -- | --- | --- | --- | --- | -- | -- |  |  | ----- | ---- |
| 2024 | MotoGP | KTM  | 17 | 11 | 14 | Rit7 | 13 | Rit | Rit | 14 | 16 | 16 | 15 | 12 | Rit | 18 | Rit | Rit | 179 | Rit | 10 | 19 |  |  | 27    | 20º  |

| 2025 | Classe | Moto   |  |  |    |     |    |  |  |    |  |  |  |    |  |  |  |  |  |  |  |  |  |  | Punti | Pos. |
| ---- | ------ | ------ |  |  | -- | --- | -- |  |  | -- |  |  |  | -- |  |  |  |  |  |  |  |  |  |  | ----- | ---- |
| 2025 | MotoGP | Yamaha |  |  | 13 | Rit | 16 |  |  | 13 |  |  |  | 18 |  |  |  |  |  |  |  |  |  |  | 6     |      |

| Legenda | 1º posto        | 2º posto            | 3º posto            | A punti      | Senza punti        | Grassetto – Pole position Corsivo – Giro più veloce |
| Legenda | Gara non valida | Non qual./Non part. | Ritirato/Non class. | Squalificato | '-' Dato non disp. | Grassetto – Pole position Corsivo – Giro più veloce |